# 大シナゴーグ (エディルネ)
エディルネの大シナゴーグ（קל קדוש הגדול、Edirne Büyük Sinagogu）は、アドリアノープル・シナゴーグとしても知られ、トルコのマルマラ地方、エディルネのマーリフ通りに位置する、正統派ユダヤ教の集会所およびシナゴーグである。
ムーア・リヴァイヴァル様式で1909年に完成したこのシナゴーグは、第二次世界大戦後に修復されたものの、1980年代に放棄され、2015年に再び活動中のシナゴーグとして修復された。

## 歴史
1905年エディルネ大火は1,500軒以上の家屋を破壊し、市内のいくつかのシナゴーグにも被害をもたらした。2万人規模のユダヤ人コミュニティは、緊急に礼拝の場を必要としていた。オスマン帝国政府の許可とスルタン、アブデュルハミト2世の勅令を受け、スリチ（城郭）地区の廃墟となったマヨール・シナゴーグとプリヤ・シナゴーグの跡地に、1906年1月6日に新しいシナゴーグの建設が始まった。設計は、オーストリアのウィーンにあるセファルディ系のレオポルトシュタット寺院の建築様式を取り入れた、フランス人建築家フランス・デプレによるものである。費用は1,200枚の金貨で、1909年4月のペサハ（過越）の前夜に開所した。最大1,200人（男性900人、女性300人）の参拝者を収容でき、ヨーロッパで3番目、トルコで最大の神殿であった。
1983年、ユダヤ人コミュニティの大部分が市を離れ、イスラエル、ヨーロッパ、または北アメリカに移住した後、シナゴーグは放棄された。1995年、この寺院は法律により、政府のトルコ財団総局の管理下に入った。

## 修復
放棄され廃墟となったシナゴーグとその別棟は、トルコ財団総局によって5年間かけて修復され、費用は575万トルコリラ（約250万米ドル）であった。2015年3月26日、シナゴーグは祝賀会と朝の祈祷式シャハリートと共に再開され、イシャク・イブラヒムザデ（トルコのユダヤ人コミュニティの指導者）、ラヴ・ナフタリ・ハレヴァ（首席ラビ、イシャク・ハレヴァの代理）、ビュレント・アルンチュ（トルコ副首相）、その他トルコの政府高官を含む多くのユダヤ人が参列した。礼拝は、36年前の閉鎖日に儀式を執り行ったラビ、ダヴィド・アズズによって監督された。エディルネ市はシナゴーグのある通りに横断幕を掲げ、「おかえりなさい、私たちの古き隣人たち」という言葉でゲストを迎えた。

## ギャラリー

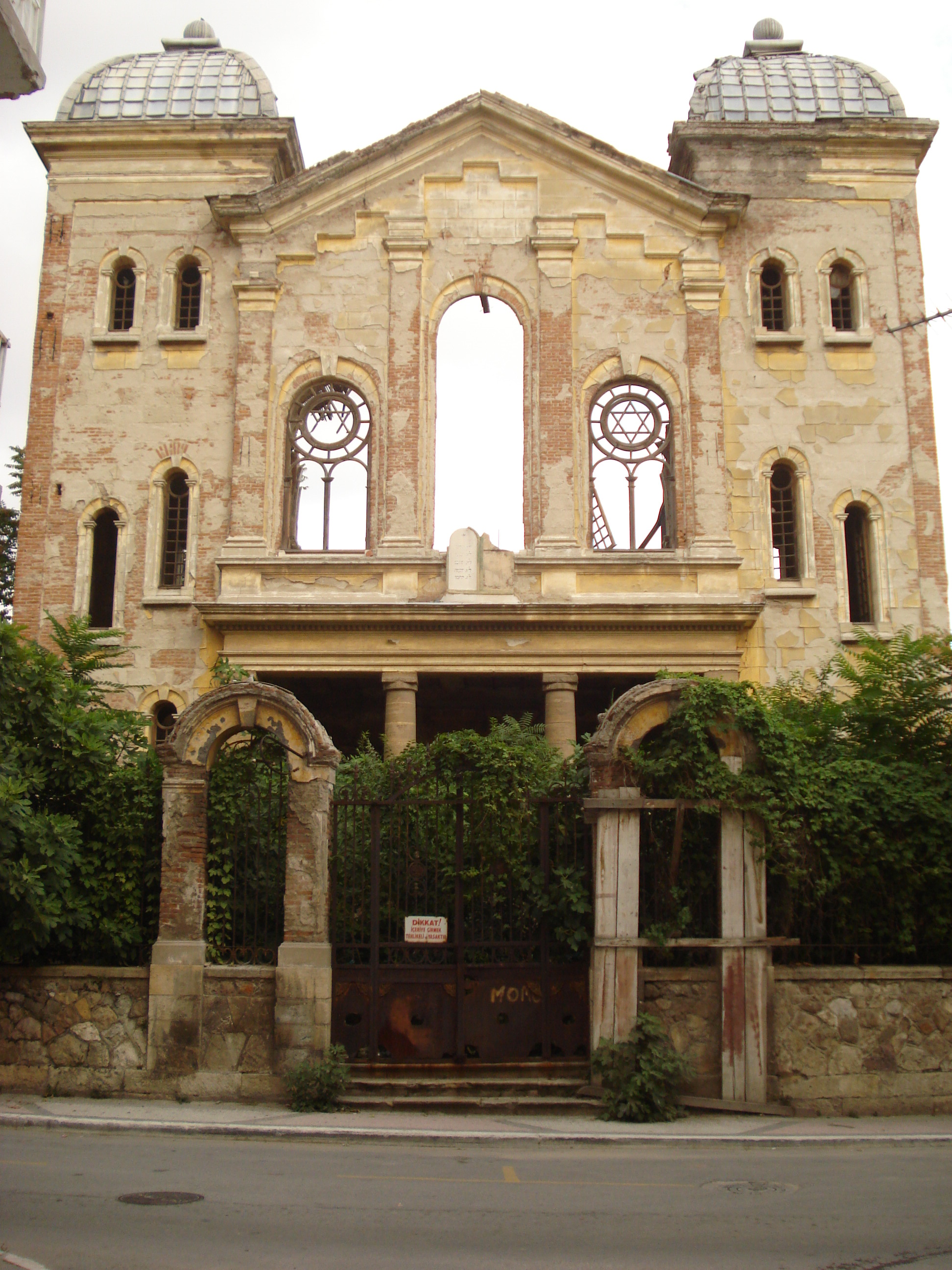
修復前の廃墟となったシナゴーグのファサード
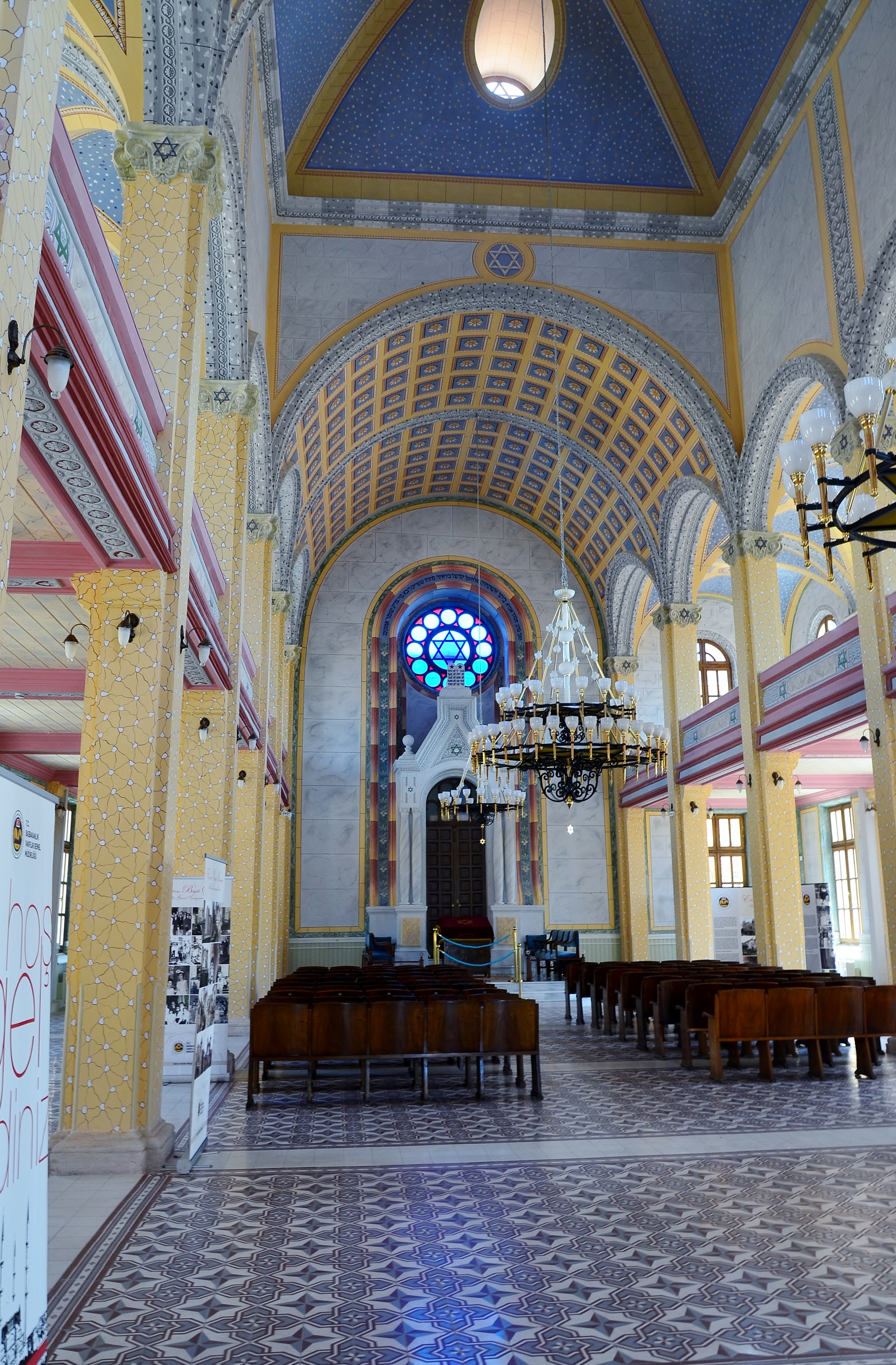
シナゴーグの内部
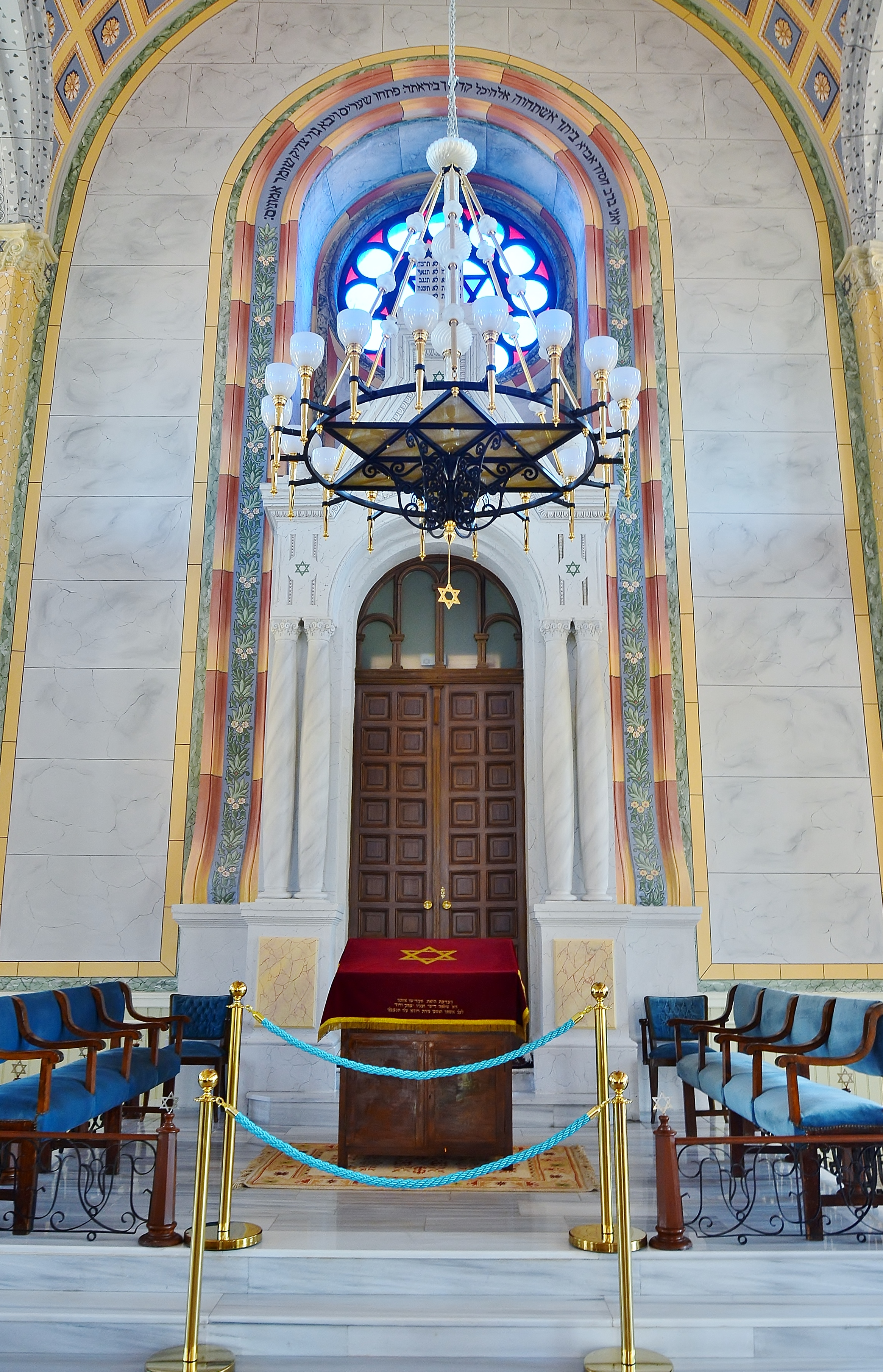
シナゴーグの内部
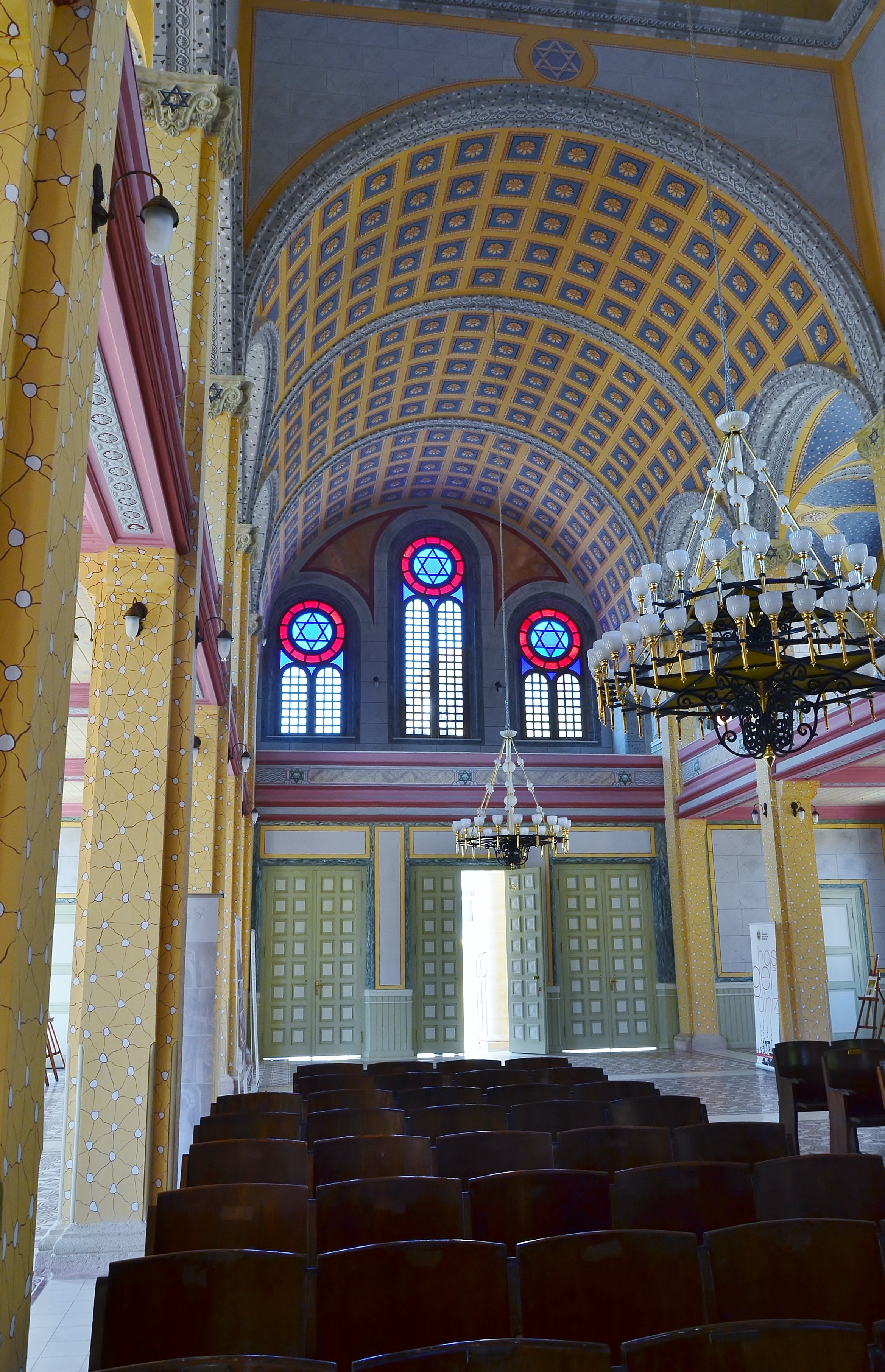
シナゴーグの内部
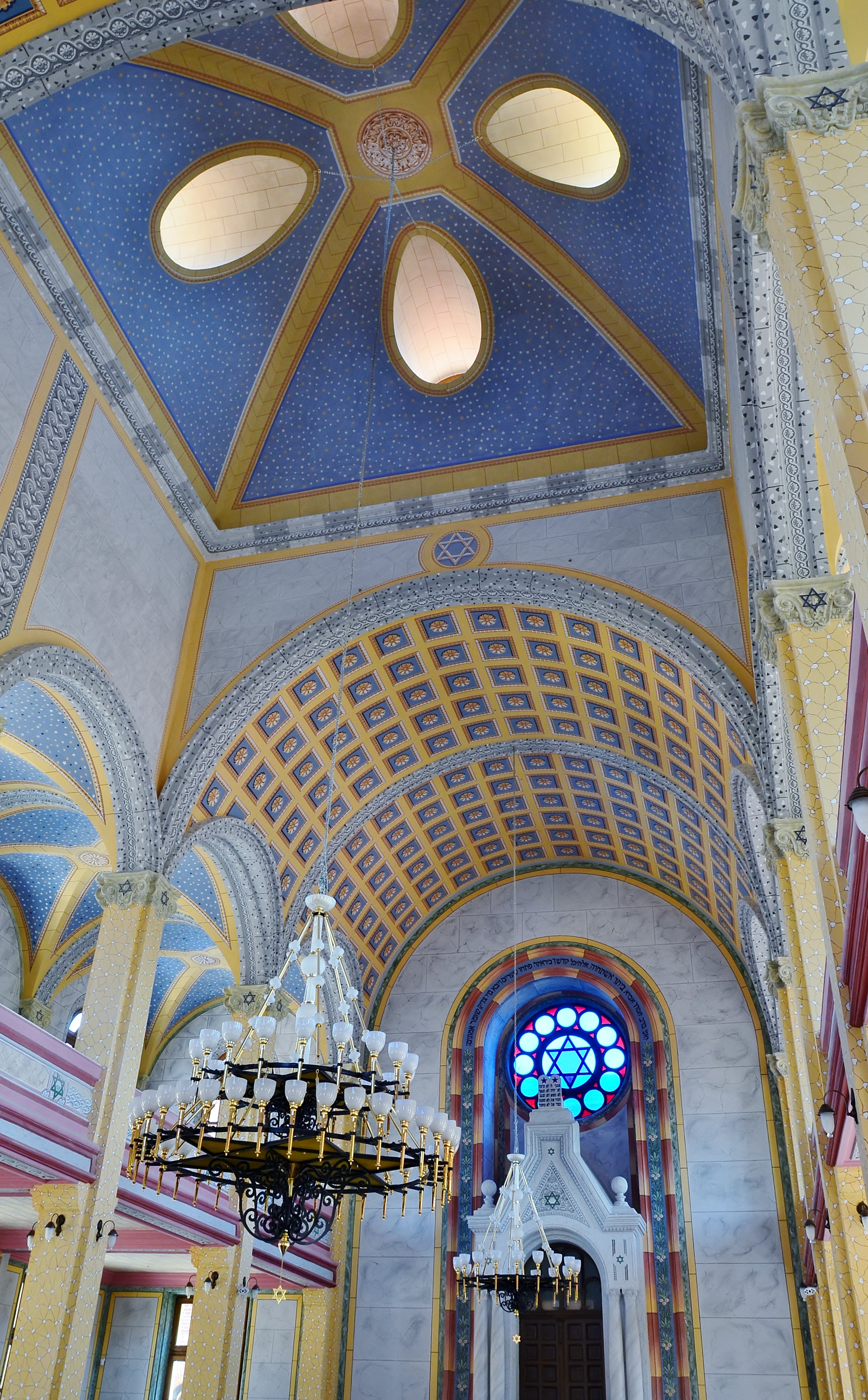
シナゴーグの内部
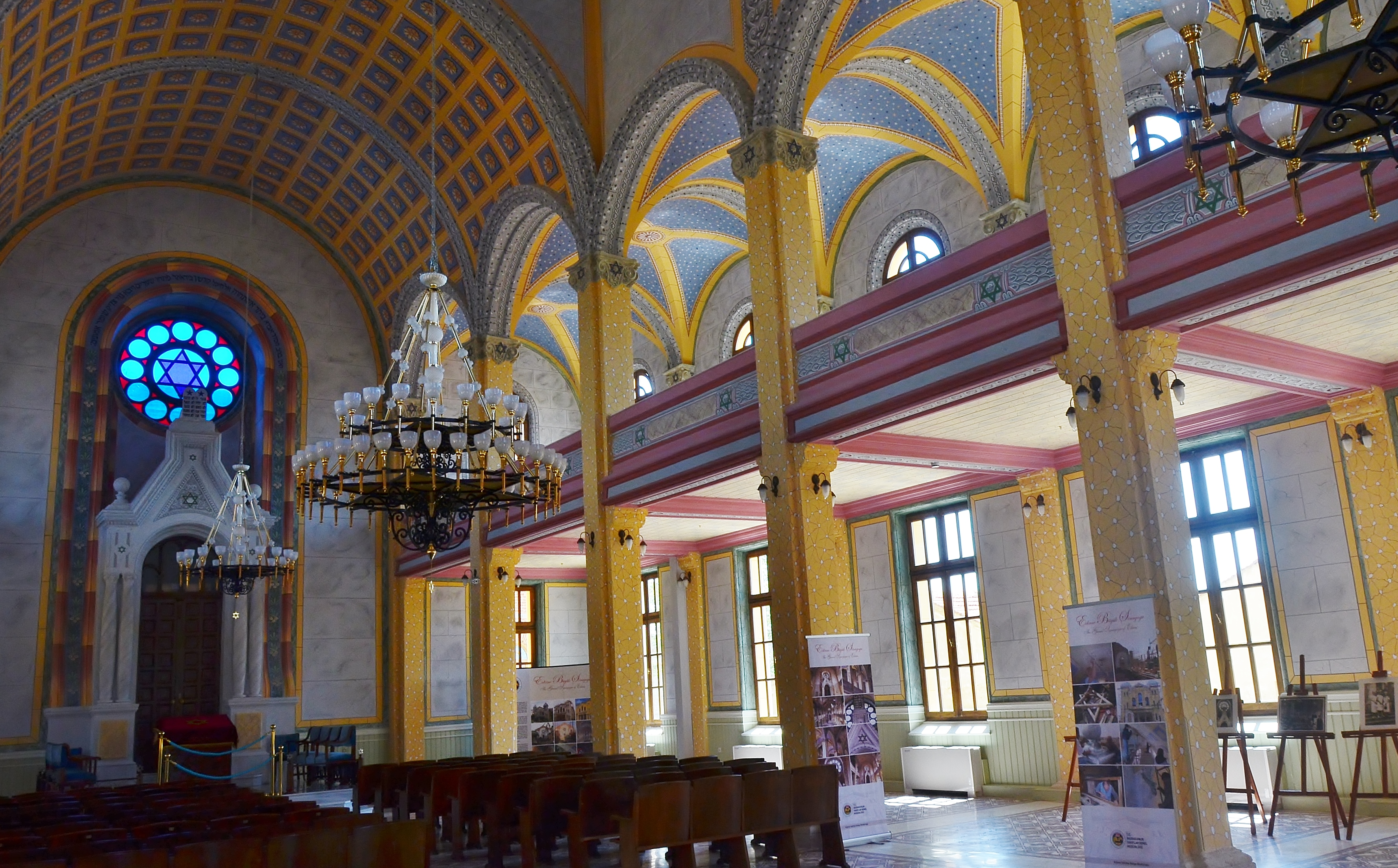
シナゴーグの内部
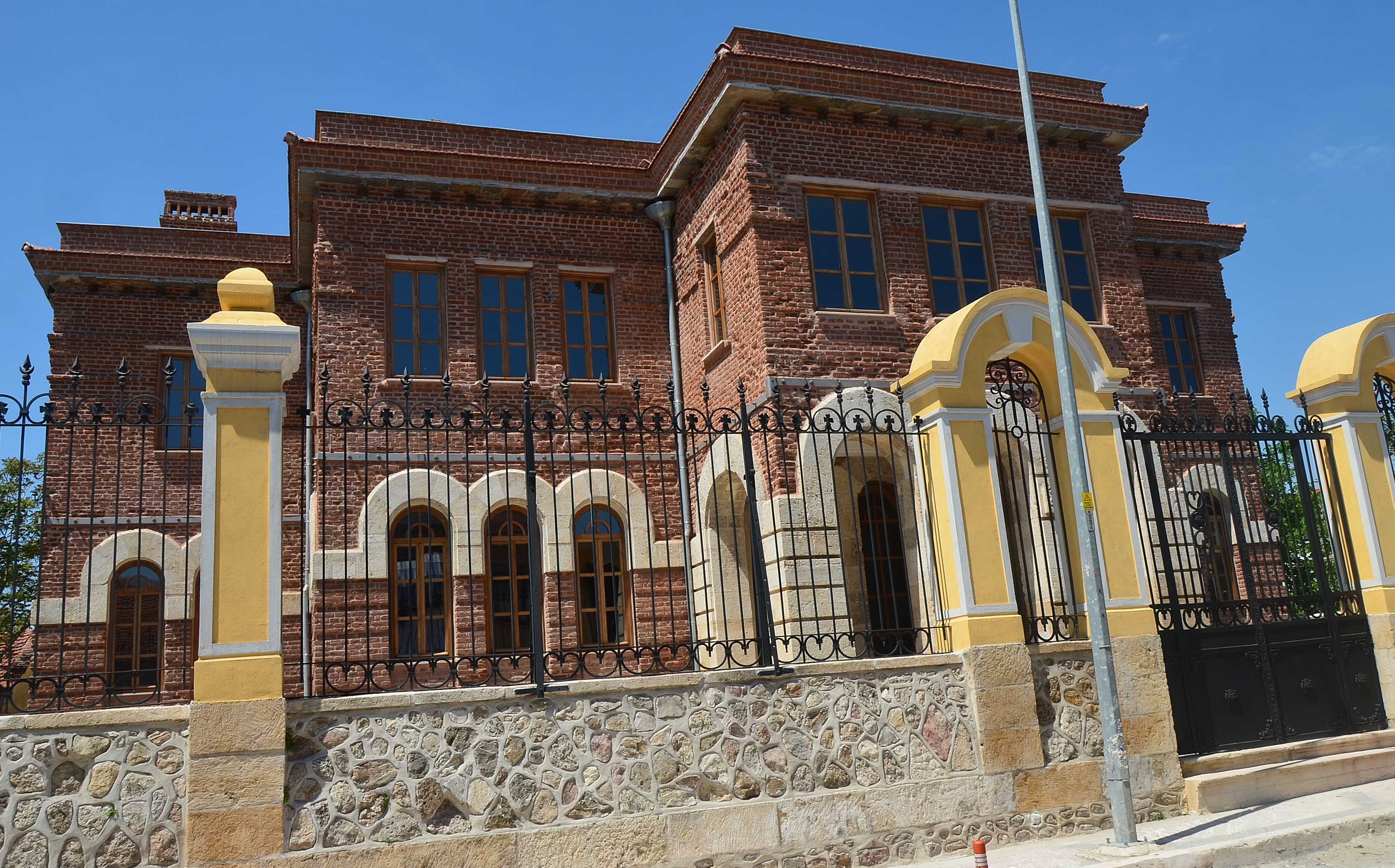
エディルネ大シナゴーグの裏手にある管理棟